# Мезиу
Мезиу (порт. Mezio)  —  район (фрегезия) в Португалии,  входит в округ Визеу. Является составной частью муниципалитета  Каштру-Дайре. Находится в составе крупной городской агломерации Большое Визеу. По старому административному делению входил в провинцию Бейра-Алта. Входит в экономико-статистический  субрегион Дан-Лафойнш, который входит в Центральный регион. Население составляет 521 человек на 2001 год. Занимает площадь 11,62 км².
Покровителем района считается Архангел Михаил (порт. São Miguel). 